# Terje Rød-Larsen
Terje Rød-Larsen (født 22. november 1947 i Bergen) er en norsk sociolog, diplomat og tidligere politiker (Ap), som var planlægningsminister i Regeringen Thorbjørn Jagland i efteråret 1996. Fra 1999 er han FNs vicegeneralsekretær for Mellemøsten.
Terje Rød-Larsen er gift med diplomaten Mona Juul, Norges ambassadør i Israel fra 2001 til 2004. De har en datter og en søn.

## Karriere

### FAFO
Rød-Larsen ledede den norske Fagbevægelses center for forskning, udredning og dokumentation (FAFO), som han var med til at grundlægge i 1981. FAFO var først en egen afdeling af LO, men blev efterhånden omorganiseret til Forskningsstiftelsen FAFO i 1993. Organisationen var ment at være en mødeplads for forskere, politikere, fagorganiserede og erhvervsfolk.
I slutningen af 80'erne blev FAFO's internationale engagement større. Terje Rød-Larsen flyttede til Kairo i 1989, da hans kone, UD-diplomaten Mona Juul, blev stationeret på ambassaden der. I Mellemøsten udførte han i FAFO-regi en omfattende levevilkårsundersøgelse blandt palæstinenserne i Gaza, på Vestbredden og i Øst-Jerusalem. Det skabte kontakt med israelske myndigheder og PLO, og Rød-Larsen brugte disse kontakter til at spille en vigtig rolle i de hemmelige forhandlinger, som førte til fredsaftale og underskrivelsen af den foran Det Hvide Hus i september 1993.

### Udenrigsministeriet
Samme år som fredsaftalen blev underskrevet, blev Terje Rød-Larsen ansat i Udenrigsministeriet med rang som ambassadør som specialrådgiver i Mellemøsten-spørgsmål. Som nær medarbejder for udenrigsminister Johan Jørgen Holst var han med til at tilrettelægge Oslo-aftalen, som i 1993 blev underskrevet af lederne for Israels regering og PLO. I 1994 blev han udnævnt til vicegeneralsekretær i FN og speciel koordinator for de palæstinensiske områder. Han havde stillingen fra juni 1994 til oktober 1996.

### "Superministeren" i 35 dager
I oktober 1996 bad Thorbjørn Jagland Rød-Larsen lede et nyt planlægningsministerium i den nye regering. Det og Anne Holt som justitsminister var den største overraskelse i Jagland-regeringen. Forventningerne til Rød-Larsen som en del af "Det norske hus" var meget høje, og han blev omtalt som "superministeren".
1. november 1996 skrev avisen Fiskaren en artikel: "Planla fiasko i Finnmark", om Fideco-projektet som FAFO ved Gudmund Hernes og Terje Rød-Larsen havde været med i mod slutningen af 1980'erne. Det var begyndelsen til flere reportager om Terje Rød-Larsens fortid. Det kom frem, at Rød-Larsen havde tjent 600.000 kroner på at sælge sine aktier i Fideco til Bird Technology AS, som han havde købt dem fra. Det blev rejst tvivl om tidspunktet for det oprindelige aktiekøb, og om fortjenesten skyldtes at aktierne var steget i værdi, eller om Rød-Larsen havde fået lov til at købe dem til underpris. Så skulle de 600.000 have været selvangivet og beskattet.
Terje Rød-Larsen fortsatte på forsiden i alle aviser, radioer og fjernsyn gennem hele november og primo december. Til sidst trak han sig: "...Af hensyn til regeringens videre arbejde og min egen situation, har jeg på denne baggrund indleveret begæring om at gå af som minister...". Terje Rød-Larsen var kun minister i 35 dage, fra 25. oktober til 29. november 1996.
4. marts 1997 gav Økokrim Rød-Larsen en bøde på kr. 50.000,- for urigtige eller ufuldstændige oplysninger i sin selvangivelse for 1986. Efter seks uger bestemte Rød-Larsen sig for at betale bøden for "at spare familien og sig selv for yderligere personlige og økonomiske belastninger". Han påpegede, at han ikke erkendte sig skyldig, og var uenig i Økokrims vurdering af skattesagen.

### Ambassadør og vicegeneralsekretær i FN
I januar 1998 udnævnte Regeringen Kjell Magne Bondevik I Rød-Larsen til ambassadør med ansvar for fredsforhandlingerne i Mellemøsten. I efteråret 1999 blev han udnævnt til vicegeneralsekretær i FN, FN's specialkoordinator for fredsprocessen i Mellemøsten og generalsekretærens repræsentant overfor PLO og den palæstinensiske selvstyremyndighed.
Rød-Larsen var også involveret i forsøgene på at få afsluttet kampene i Libanon under de israelske angreb mod Hizbollah i Libanon i 2006.

### Rød-Larsens tænketank og Jeffrey Epstein
Rød-Larsens tænketank International Peace Institute (IPI) modtog US$ 375.000 fra Jeffrey Epsteins stiftelse Gratitude America (GA). I 2019 bekendtgjorde IPI, at en tilsvarende sum doneres videre til ofre for seksuelle overgreb og menneskehandel. I 2013 optog Rød-Larsen også et lån på US$ 130.000 fra Epstein med forfaldsdato 31. december 2013.

## Ekstern henvisning
- Aftenposten om Terje Rød-Larsens avgang som planleggingsminister 1996 Arkiveret 23. oktober 2015 hos  Wayback Machine